# Guinea Ecuatorial en los Juegos Olímpicos de Barcelona 1992
Guinea Ecuatorial estuvo representada en los Juegos Olímpicos de Barcelona 1992 por siete deportistas, cinco hombres y dos mujeres, que compitieron en atletismo.
El equipo olímpico ecuatoguineano no obtuvo ninguna medalla en estos Juegos.